# Acacia confusa
Acacia confusa — вид квіткових рослин з родини бобових. Ареал: Борнео, Малая, Філіппіни, Суматра, Тайвань; інтродукований до Китаю, Індії, М'янми, В'єтнаму, Домініканської Республіки, Гаваїв, Маврикію, Сейшельських островів.

## Екологія
Росте переважно у вологому тропічному біомі.

## Біоморфологічна характеристика
Acacia confusa росте як вічнозелене дерево, яке може досягати висоти від 6 до 15 метрів. Кора гладка. Гілки мають сіру або коричневу кору й не мають колючок. Тонкі гілки мають квадратний переріз. Прямі або злегка серпоподібні шкірясті філодії лінійно-ланцетні, 6–10 см завдовжки і зазвичай 0,5–1,3 см завширшки. І верхня, і нижня поверхні листя голі. Кулясті суцвіття виростають приблизно до 0,7 сантиметра й розташовані в пазухах у вигляді китиць по два-три або окремо. Запашні золотисто-жовті двостатеві квітки радіально-симетричні з подвійною оцвітиною. Чашолистки мають довжину від 1 до 1,3 міліметра. Зеленуваті пелюстки мають розмір від 1,5 до 1,9 міліметра. Численні тичинки мають довжину близько 3,5 міліметра. Плоскі чорно-коричневі боби мають довжину від 4 до 12 сантиметрів і ширину від 0,7 до 1 сантиметра. Насіння має еліптичну форму, довжину 5–6 міліметрів і товщину 3,5–5 міліметрів.

## Використання
На додаток до незначного значення як дрова, Acacia confusa вважається барвною та лікарською рослиною. Насіння отруйне.